# بنی کلب (سیسیل)

سیسیل در قرن دهم میلادی

بنی کلب یا کَلبی‌ها دودمانی مسلمان و شیعه بود که در جزیره سیسیل از ۹۴۸ تا ۱۰۵۳ میلادی حکومت کردند.
ده هزار تن از اغلبیان به فرماندهی اسد بن فرات از مارسالا به جزیرهٔ سیسیل وارد شدند.